# Bijzondere Collecties van de Universiteit van Amsterdam

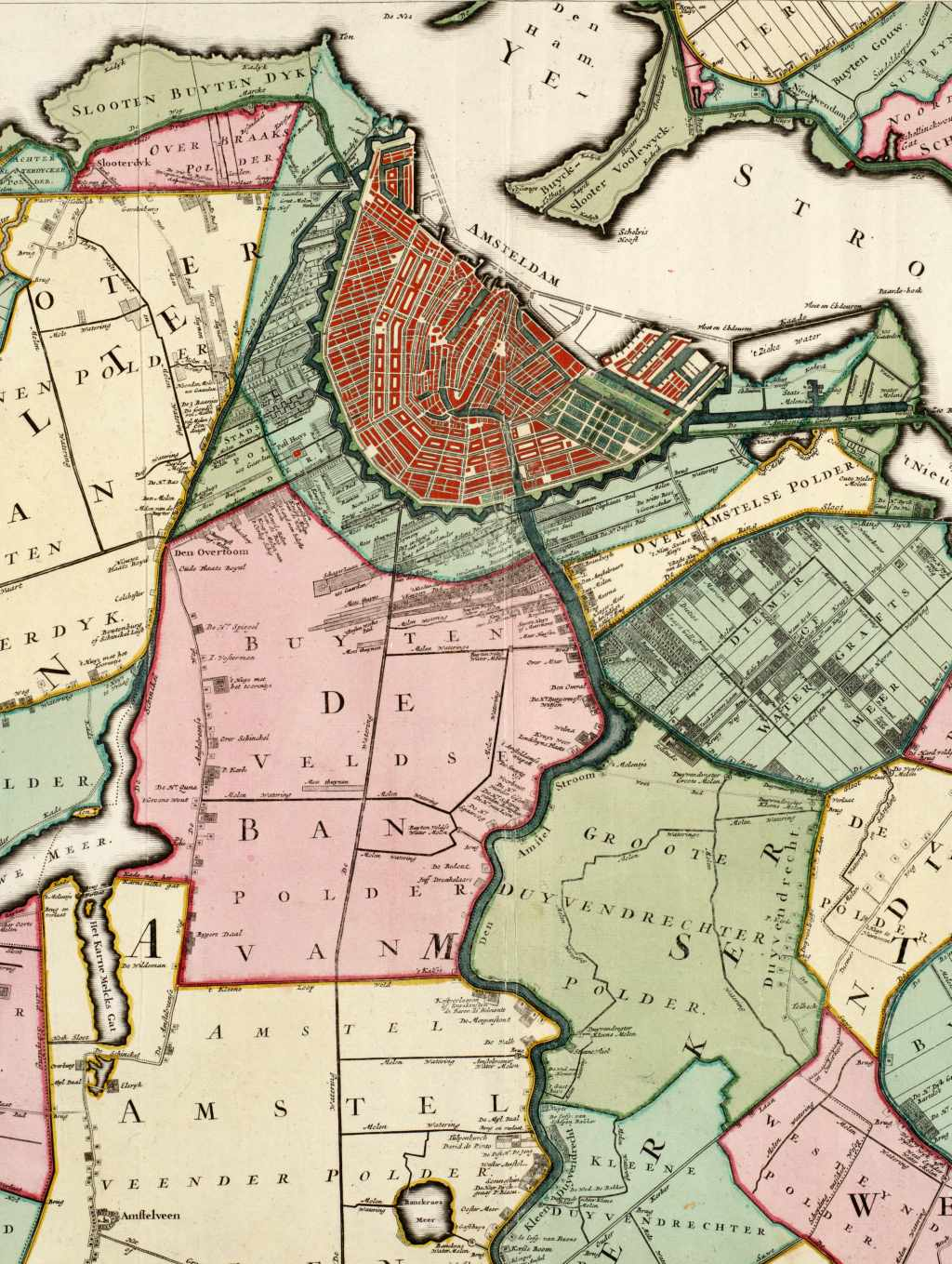
Kaart van de 'wydvermaarde en beroemde koopstad Amsteldam met d'omleggende landen', door landmeter Gerrit Drogenham, gegraveerd door Daniel Stopendaal en uitgegeven door Nicolaas Visser. Heruitgave door Reinier en Josua Ottens (Amsterdam, ca. 1750). Collectie Kaartenzaal.

De Bijzondere Collecties van de Universiteit van Amsterdam maken onderdeel uit van de Universiteitsbibliotheek van Amsterdam. Bij de Bijzondere Collecties is het erfgoed van de Universiteit van Amsterdam ondergebracht, zoals zeldzame en kostbare boeken, manuscripten, prenten en tekeningen, foto's, archieven, wetenschappelijke instrumenten en schilderijen. Met internationaal vermaarde verzamelingen op het gebied van boekgeschiedenis, Joodse cultuur, kerkgeschiedenis, cartografie, letterkunde, grafische vormgeving en zoölogie is het een van de grote erfgoedbibliotheken in Europa.

## Ontstaan van de collecties
Tijdens de alteratie van 1578 werden de kloosterbibliotheken van Amsterdam door de stad geannexeerd. Zij vormden de basis voor de nieuwe Stadsbibliotheek. Naast de stad faciliteerde de bibliotheek het in 1632 opgerichte Athenaeum Illustre, de voorloper van de Universiteit van Amsterdam. Maar de meeste grote collecties werden verworven na 1850. De bibliotheek van de Nederlandsche Maatschappij tot Bevordering der Geneeskunst werd bijvoorbeeld al in 1855 ondergebracht in de Stadsbibliotheek. In 1877 werd het Athenaeum Illustre verheven tot gemeentelijke universiteit en de Stadsbibliotheek daarmee tot universiteitsbibliotheek. Belangrijke schenkingen en bruiklenen gaven de universiteit een nieuwe impuls. In de loop van de twintigste eeuw werden daar veel collecties aan toegevoegd. Zij vormen de basis voor de huidige verzamelgebieden bij de Bijzondere Collecties.

## Ontstaan van afdelingen

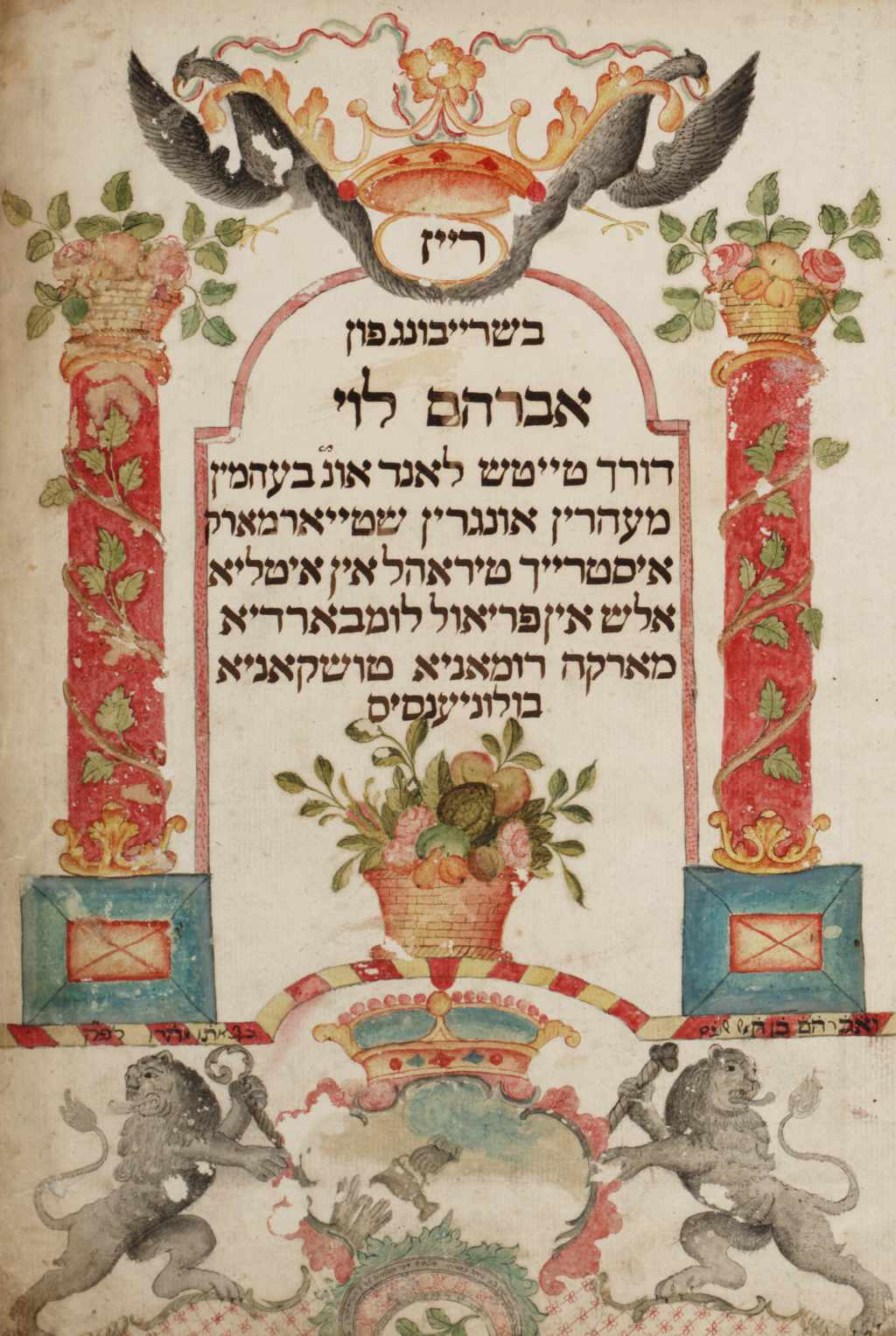
Abraham Levi ben Menahem Tall, 'Rayz beshraybung', 1719-1724. Een reisverhaal in het Jiddisch door Centraal-Europa. Collectie Bibliotheca Rosenthaliana.

De schenking van een belangrijke collectie Joodse en Hebreeuwse werken van Leeser Rosenthal in 1880 leidde tot de oprichting van de eerste afdeling binnen de Universiteitsbibliotheek, de Bibliotheca Rosenthaliana, met een eigen conservator en gehuisvest in een eigen zaal. Daarna werden er al snel afzonderlijke conservatoren aangesteld voor de gedrukte werken en de handschriften. Ordening op formaat leidde tot de inrichting van een platenkamer en een kaartenzaal. Verscheidene schenkingen en bruiklenen kregen hun eigen zaal, in 1901 bijvoorbeeld de verzameling van Vereeniging Vondelmuseum die samengevoegd met de al aanwezige Vondel-werken het Vondelmuseum vormde. Het Bilderdijkmuseum werd gevormd naar aanleiding van een tentoonstelling in 1908 en in 1918 in bruikleen gegeven, hoewel het lang opgesteld bleef in het Stedelijk Museum Amsterdam, evenals het Multatuli-museum. In 1926 kregen deze verzamelingen een eigen tentoonstellingsruimte in de Universiteitsbibliotheek. In 1935 volgde het Frederik van Eeden-museum, dat eveneens in deze zaal werd ondergebracht. Deze 'musea' waren in werkelijkheid collecties, die zo belangrijk werden gevonden dat zij een eigen plek kregen, met enkele vitrinekasten.
De Universiteitsbibliotheek bood daarnaast huisvesting aan bibliotheken van kerkelijke instellingen, waarmee vanouds een intensieve band bestond, als eerste het Evangelisch Luthers Seminarium in 1871, gevolgd door de Remonstrantse Gemeente Amsterdam in 1878 en in 1968 door de Verenigde Doopsgezinde Gemeente.

## Verzelfstandiging van de afdelingen
Na de oorlog ontstonden er meer bijzondere afdelingen en collecties met een eigen conservator. In 1950 werd de Handschriftenafdeling ingericht. De Zaal Boekhandel ontstond in 1958 vanwege de schenking van de Vereeniging ter bevordering van de Belangen des Boekhandels. In 1969 werd een aparte afdeling voor Zeldzame en Kostbare Werken opgericht. Geleidelijk aan werden de bijzondere collecties afgescheiden van de moderne bibliotheekcollecties. Rond 1990 kregen de Bijzondere Collecties een eigen hoofdconservator.
In de jaren tachtig en negentig werden onderscheiden de Bibliotheca Rosenthaliana, Handschriften, Zeldzame & Kostbare Werken, Kaartenzaal, Bibliotheek van de Koninklijke Vereeniging ter bevordering van de belangen des Boekhandels, Kerkelijke Collecties, Zaal Mennonitica, Sociale documentatie, Pedagogische collecties en Bibliotheek van de Koninklijke Nederlandse Maatschappij tot Bevordering der Geneeskunst. Daarnaast was er de Artis Bibliotheek, een negentiende-eeuwse bibliotheek, ingericht ten behoeve van de zoölogie. Deze was in 1939 aan de stad overgedragen en in 2005 ondergebracht bij de Universiteitsbibliotheek.

## Universitaire collecties

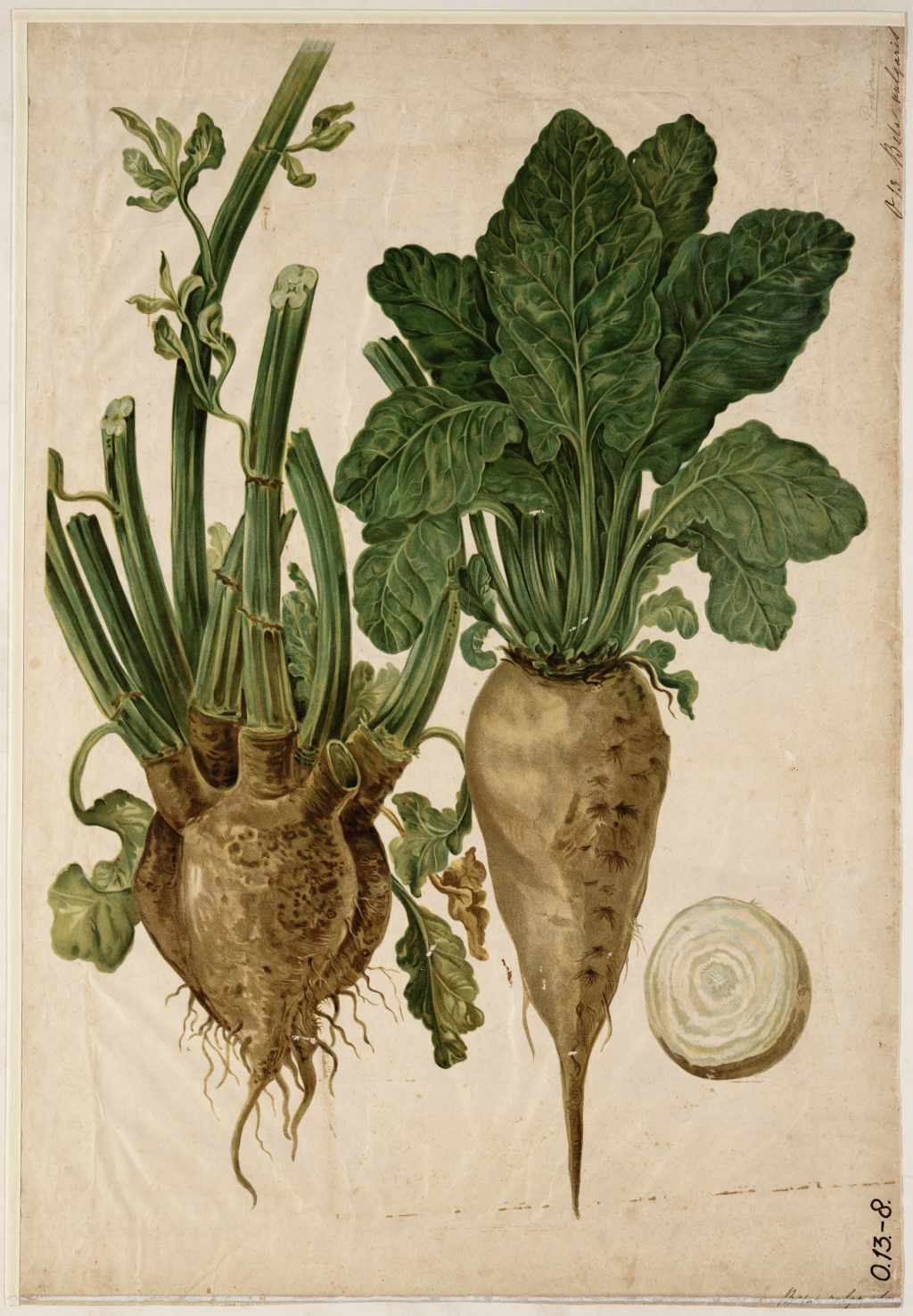
A. Pokorny, 'Beta vulgaris', botanische wandplaat eind negentiende eeuw. Collectie Universiteitsgeschiedenis.

Tegelijkertijd met de belangrijkste collecties werden er verscheidene musea gevormd bij de Universiteit van Amsterdam, zoals het anatomisch Museum Vrolik (1863), het Zoölogisch Museum Amsterdam (1898), het Universiteitsmuseum De Agnietenkapel (1916), het Allard Pierson Museum (1934) en het Computermuseum (1991). Daarnaast werden er verspreid over de universiteit collecties gevormd ten behoeve van onderwijs en onderzoek, zoals apparatuur, onderwijsplaten en onderwijsmodellen.

## Samenvoeging
In 2005 werd besloten al het bibliothecaire erfgoed, tezamen met het Universiteitsmuseum, het Computermuseum en het verspreide erfgoed onder te brengen in één afdeling: de Bijzondere Collecties. In 2007 verhuisden de Bijzondere Collecties naar de Oude Turfmarkt, naast het Allard Pierson Museum. De drie zogenaamde Vingboons-panden en het voormalige Sint-Bernardusgesticht werden verbouwd en samengevoegd. Alleen de Artis Bibliotheek, waarvan de collectie één geheel vormt met het gebouw, bleef gevestigd aan de Plantage Middenlaan.
In 2019 fuseerden de Bijzondere Collecties van de Universiteit van Amsterdam en het Allard Pierson Museum tot één organisatie, onder de naam Allard Pierson - De Collecties van de Universiteit van Amsterdam.

## Verzamelgebieden
Er worden twaalf verzamelgebieden onderscheiden bij de Bijzondere Collecties:
- Cultuurgeschiedenis van de middeleeuwen (tot ca. 1500)
- Cultuurgeschiedenis van de vroegmoderne tijd (ca. 1500-ca. 1800)
- Cultuurgeschiedenis moderne tijd (ca. 1800-heden)
- Kerk- en religiegeschiedenis
- Joodse cultuurgeschiedenis
- Cartografie, geografie en reizen
- Natuurlijke historie
- Exacte wetenschappen
- Geschiedenis van het boekenvak
- Grafische vormgeving en typografie
- Geschiedenis van de uitvoerende kunsten
- Geschiedenis van de Universiteit van Amsterdam

Binnen deze verzamelgebieden vallen meer dan 1000 collecties. Nog steeds wordt er actief verworven. In 2012 ontfermde de Bijzondere Collecties zich over diverse verzamelingen die in hun voortbestaan bedreigd werden, namelijk die van het NAGO, Muziek Centrum Nederland en het Theater Instituut Nederland.

## Hoofdconservatoren
- Ton Croiset van Uchelen (1990-1997)
- Piet Visser (1997-2002)
- Judith Belinfante (2003-2008)
- Garrelt Verhoeven (2008-2015)
- Marike van Roon (2015-2021)
- Stijn van Rossem (2021-nu)